# Lake Butler (hrabstwo Orange)
Lake Butler – jednostka osadnicza w Stanach Zjednoczonych, w stanie Floryda, w hrabstwie Orange.